# Mosquera (kommun i Nariño, lat 2,49, long -78,44)
Mosquera är en kommun i Colombia.   Den ligger i departementet Nariño, i den västra delen av landet, 500 km väster om huvudstaden Bogotá. Antalet invånare är 11 995. Arean är 1 770 kvadratkilometer.
Terrängen i Mosquera är platt.